# Opération Famine
Seconde Guerre mondiale
Batailles
Batailles et opérations de la guerre du Pacifique

Japon :
- Raid de Doolittle
- Bombardements stratégiques sur le Japon (Tokyo
- Yokosuka
- Kure
- Hiroshima et Nagasaki)
- Raids aériens japonais des îles Mariannes
- Campagne des archipels Ogasawara et Ryūkyū
- Opération Famine
- Bombardements navals alliés sur le Japon
- Baie de Sagami
- Invasion de Sakhaline
- Invasion des îles Kouriles
- Opération Downfall
- Reddition du Japon

Pacifique central :
- Pearl Harbor
- Guam (1941)
- Wake
- Raid sur les îles Gilbert et Marshall
- Opération K
- Midway
- Opération RY
- Campagne des îles Gilbert et Marshall
- Campagne des îles Mariannes et Palaos
- Campagne des archipels Ogasawara et Ryūkyū
- Opération Inmate

Pacifique du sud-ouest :
- Nauru
- Invasion des Philippines (1941-42)
- Invasion des Indes orientales néerlandaises
- Opérations de l'Axe dans les eaux australiennes
- Raids aériens japonais sur l'Australie (1942-43)
- Opération Ke
- Campagne des îles Salomon
- Campagne de Nouvelle-Guinée
- Campagne des Philippines
- Campagne de Bornéo (1945)

Asie du sud-est :
- Invasion de l'Indochine (1940)
- Océan Indien (1940-45)
- Guerre franco-thaïlandaise
- Invasion de la Thaïlande
- Campagne de Malaisie
- Hong Kong
- Singapour
- Campagne de Birmanie
- Opération Kita
- Indochine (1945)
- Détroit de Malacca
- Opération Jurist
- Opération Tiderace
- Opération Zipper
- Bombardements stratégiques (1944-45)

Guerre sino-japonaise
Front d'Europe de l’Ouest
Front d'Europe de l’Est
Bataille de l'Atlantique
Campagnes d'Afrique, du Moyen-Orient et de Méditerranée
Théâtre américain
L'opération Famine (en anglais : Operation Starvation) est le nom de code d'une opération militaire menée par l'armée de l'air américaine à la fin de la Seconde Guerre mondiale durant laquelle les ports et les voies fluviales japonais furent minés afin d'empêcher la circulation du fret et des troupes. 

## Déroulement

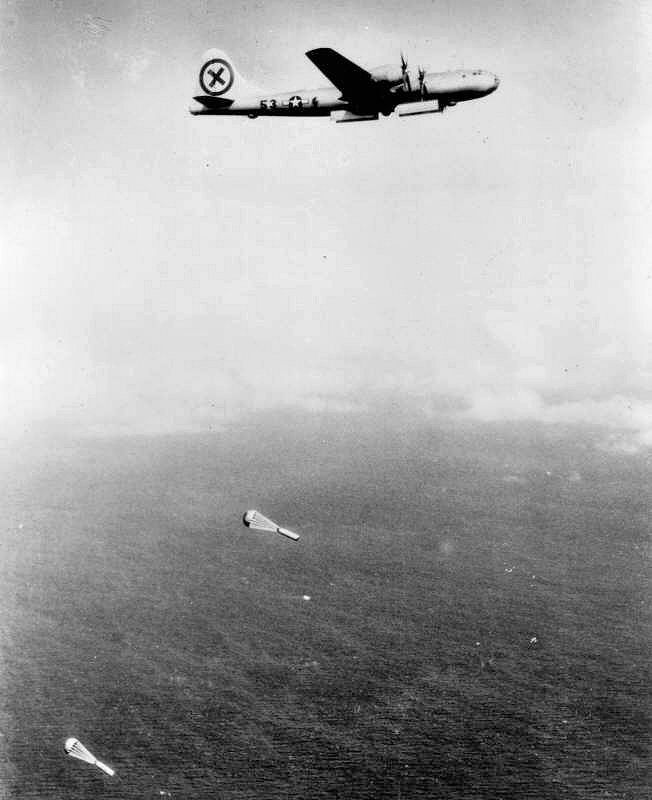
Un avion de l'armée de l'air américaine larguant deux mines durant l'opération Famine.

L'opération est lancée sur l'insistance de l'amiral Chester Nimitz qui désire renforcer l'impact de ses victoires navales grâce au minage des côtes du Japon par l'armée de l'air. Le général Henry Arnold en saisit l'importance et demande au général Curtis LeMay de la mener à bien.
La 313th Bombardment Wing (313e escadre de bombardement), comprenant 160 avions, est mobilisée pour cette tâche et se voit ordonner de larguer 2 000 mines marines en avril 1945. À partir du 27 mars 1945, des mines à senseurs acoustiques et magnétiques ainsi que des modèles sensibles à la pression de l'eau sont larguées par avion. Durant le reste du conflit, la 20th Air Force (20e flotte de l'armée de l'air) fait 1 529 sorties et largue 12 135 mines sur 26 champs au cours de 46 missions. Quinze bombardiers B-29 seulement sont perdus. 
La plupart des ports et détroits du Japon sont minés à répétition, ce qui permet d'interrompre les convois logistiques et les transports de troupes pour le restant de la guerre : 35 des 47 principales routes maritimes doivent être abandonnées par les Japonais. L'opération Famine coule plus de tonnage de cargaison durant les six derniers mois du conflit que tous les autres efforts de guerre réunis : 670 bateaux — 1,25 million de tonnes — sont endommagés ou envoyés par le fond.  
Après la guerre, le commandant japonais des opérations de déminage émet son opinion au sujet de cette opération : elle aurait pu seule conduire à la défaite du pays si elle avait été entamée plus tôt.